# Sam Åseskog
Samuel (Sam) Åseskog, född den 13 maj 1900 i Norra Åsarps församling, Älvsborgs län, död den 6 juni 1980 i Nyköping, var en svensk jurist.
Åseskog avlade juris kandidatexamen vid Uppsala universitet 1926. Han blev tillförordnad fiskal vid Göta hovrätt 1932, hovrättsråd där 1941 och revisionssekreterare 1945. Åseskog var häradshövding i Nyköpings domsaga 1950-1967. Han blev riddare av Nordstjärneorden 1945 och kommendör av samma orden 1959. Åseskog vilar i sin familjegrav på Norra Åsarps kyrkogård.